# Jens Ivo Engels
Jens Ivo Engels (* 1971 in Köln) ist ein deutscher Historiker und Hochschullehrer.

## Leben und Wirken
Jens Ivo Engels studierte von 1991 bis 1995 an der Albert-Ludwigs-Universität Freiburg Neuere und Neueste Geschichte, Osteuropäische Geschichte und Öffentliches Recht. In dieser Zeit absolvierte er 1993 bis 1994 einen Studienaufenthalt an der Universität Bordeaux Montaigne und erlangte dort einen Abschluss (Maîtrise) für Neuere Geschichte. 1995 legte er an der Universität Freiburg das Magisterexamen ab. 1998 wurde er bei Erich Pelzer mit der Arbeit Königsbilder zwischen Hoffnung, Spott und Alltagsbewältigung promoviert. Die Arbeit wurde mit dem Gerhard-Ritter-Preis der Universität Freiburg ausgezeichnet. Anschließend war er bei Franz-Josef Brüggemeier wissenschaftlicher Mitarbeiter und ab 1999 wissenschaftlicher Assistent am Lehrstuhl für Wirtschafts- und Sozialgeschichte der Universität Freiburg. 2004 habilitierte er sich und erlangte die Venia legendi für Neuere und Neueste Geschichte. Von 2004 bis 2008 war er Dozent am Historischen Seminar der Universität Freiburg. 2008 wurde er an das Institut für Geschichte der Technischen Universität Darmstadt als Professor für Neuere und Neueste Geschichte berufen. 2011 bis 2015 war er Prodekan des Fachbereiches Gesellschafts- und Geschichtswissenschaften.
Seine Forschungen umfassen die Geschichte der politischen Korruption und technischen Infrastrukturen sowie die Umweltgeschichte und Monarchiegeschichte mit einem Fokus auf Deutschland und Westeuropa. Sein Buch Die Geschichte der Korruption von 2014 erklärt das Sprechen über Korruption als Ausdruck zentraler politischer Werte in der europäischen Moderne und schildert die Veränderungen in Begünstigungspraktiken in Europa zwischen der Frühen Neuzeit und dem 20. Jahrhundert. Die Monographie Alles nur gekauft untersucht die wichtigsten Korruptionsdebatten in der Bundesrepublik Deutschland zwischen 1949 und 2012.
Jens Ivo Engels war von 2011 bis 2015 Prodekan des Fachbereichs 02 der Technischen Universität Darmstadt. Er ist geschäftsführender Herausgeber der Zeitschrift Neue Politische Literatur. Seit 2020 ist er als „Pricipal Investigator“ Mitglied im Forschungsverbund emergenCity, der die digitale Stadt der Zukunft erforscht.

## Auszeichnungen
- 2018: Sonderpreis für Digitale Lehre des Athene-Preises für Gute Lehre

## Schriften
- Königsbilder. Sprechen, singen und schreiben über den französischen König in der ersten Hälfte des achtzehnten Jahrhunderts. Dissertation Universität Freiburg 1998 (unter dem Titel Königsbilder zwischen Hoffnung, Spott und Alltagsbewältigung). Bouvier, Bonn 2000, ISBN 978-3-416-02906-3.
- Naturpolitik in der Bundesrepublik. Ideenwelt und politische Verhaltensstile in Naturschutz und Umweltbewegung 1950–1980. Habilitationsschrift. Universität Freiburg 2004. Schöningh, Paderborn u. a. 2006, ISBN 978-3-506-72978-1.
- Kleine Geschichte der Dritten französischen Republik (1870–1940). Böhlau, Köln 2007, ISBN 978-3-8385-2962-2.
- Die Geschichte der Korruption. Von der frühen Neuzeit bis ins 20. Jahrhundert. Fischer, Frankfurt am Main 2014, ISBN 978-3-10-002225-7.

Ungarisch: A korrupció története. A korai újkortól a 20. századig. Aus dem Deutschen von Imre Kurdi. Corvina, Budapest 2016, ISBN 978-963-13-6338-8.
- Alles nur gekauft? Korruption in der Bundesrepublik seit 1949. wbg Theiss, Darmstadt 2019, ISBN 978-3-8062-4023-8.

Herausgeberschaft
- mit Franz-Josef Brüggemeier: Natur- und Umweltschutz nach 1945. Konzepte, Konflikte, Kompetenzen. Aufsatzsammlung. Campus. Frankfurt am Main 2005, ISBN 978-3-593-40780-7.
- mit Franz Bosbach, Fiona Watson: Umwelt und Geschichte in Deutschland und Großbritannien/Environment and History in Britain and Germany. Konferenzschrift. De Gruyter, Berlin/Boston 2006, ISBN 978-3-11-093675-9.
- mit François Duceppe-Lamarre: Umwelt und Herrschaft in der Geschichte/Environnement et pouvoir: une approche historique. Konferenzschrift. De Gruyter, Berlin/Boston 2006, ISBN 978-3-486-98927-4. Neuauflage: De Gruyter, Berlin/Boston 2019, ISBN 978-3-11-065079-2.
- mit Andreas Fahrmeir, Alexander Nützenadel: Geld – Geschenke – Politik. Korruption im neuzeitlichen Europa. Aufsatzsammlung. Oldenbourg, München 2009, ISBN 978-3-486-58847-7.
- mit Birgit Emich, Ronald G. Asch: Integration – Legitimation – Korruption. Politische Patronage in Früher Neuzeit und Moderne. Aufsatzsammlung. Lang, Frankfurt am Main u. a. 2011, ISBN 978-3-631-59997-6.
- mit Andreas Fahrmeir, Frédéric Monier, Olivier Dard: Krumme Touren in der Wirtschaft. Zur Geschichte ethischen Fehlverhaltens und seiner Bekämpfung . Aufsatzsammlung. Böhlau, Köln u. a. 2015, ISBN 978-3-412-22508-7.
- mit Christof Dipper: Karl Otmar von Aretin. Historiker und Zeitgenosse. Konferenzschrift. Lang, Frankfurt am Main 2015, ISBN 978-3-631-66614-2.
- mit Andreas Fahrmeir, Cesare Mattina, Frédéric Monier: Stadt – Macht – Korruption. Aufsatzsammlung. Steiner, Stuttgart 2017, ISBN 978-3-515-11738-8.
- mit Nina Janich, Jochen Monstadt, Dieter Schott: Nachhaltige Stadtentwicklung. Infrastrukturen, Akteure, Diskurse. Aufsatzsammlung. Campus, Frankfurt am Main 2017, ISBN 978-3-593-50651-7.
- mit Alfred Nordmann: Was heißt Kritikalität? Zu einem Schlüsselbegriff der Debatte um kritische Infrastrukturen. Konferenzschrift. Transcript, Bielefeld 2018, ISBN 978-3-8376-4207-0.
- mit Robert Bernsee, Volkhard Huth, Volker Köhler: Moderne Patronage. Annäherungen an die Bedeutung personaler Verflechtungen in Politik und Wirtschaft des 19. und 20. Jahrhunderts (= Bensheimer Forschungen zur Personengeschichte. Nr. 4). Aufsatzsammlung. Klostermann, Frankfurt am Main 2020, ISBN 978-3-465-01636-6.
- mit Frédéric Monier: History of Transparency in Politics and Society, Aufsatzsammlung. Vandenhoeck und Ruprecht, Göttingen 2020, ISBN 978-3-8471-1155-9.
- mit Olivier Dard, Frédéric Monier: L’argent immoral et les profiteurs de guerre à l’époque contemporaine (1870–1945). Aufsatzsammlung. Lang, Brüssel u. a. 2020, ISBN 978-2-8076-1666-0.